# ウィリアム・クランプ・アンド・サンズ
ウィリアム・クランプ・アンド・サンズ造船 (William Cramp & Sons Shipbuilding Company)は、アメリカ合衆国の造船会社。1825年にウィリアム・クランプによって設立され、19世紀における主要な造船所であった。

## 概要
アメリカン・シップ・アンド・コマース社 (American Ship & Commerce Corporation) が1919年に造船所を買収したが、1923年のワシントン海軍軍縮条約に伴ってアメリカ海軍からの受注が減少し、1927年に閉鎖している。1940年に海軍は巡洋艦と潜水艦を建造するため2,200万ドルを費やし造船所を再開した。
主な艦艇にはクリーブランド級軽巡洋艦・バラオ級潜水艦などがある。しかしクランプ社製のバラオ級潜水艦は同社の技術力不足のためか工期延長を発生させることが多く、一部の艦では工作不良も生じた。こうしたことから海軍の評価は高くなく、工作不良が原因ではないものの、ランセットフィッシュの海没事故を契機として発注されていたバラオ級潜水艦は多くがキャンセルとなった。
クランプ造船所は1947年に閉鎖され、デラウェア川に面する同造船所の敷地は工業団地となった。

## 主な建造船

### 軽巡洋艦
- オクラホマシティ (USS Oklahoma City, CL-91)

1942年12月8日に起工したクリーブランド級軽巡洋艦。1943年4月22日に、ドーリットル隊のパイロットが日本軍によって処刑されたと聞いて、オクラホマ州民は憤慨した。同日戦時公債の販売所が設置され、巡洋艦建造のため4,000万ドルの売り上げが目標として定められた。オクラホマ州ではオクラホマシティに販売所が設置され、販売所がその夜閉じられたとき、500万ドルが販売され、最大の売り上げとなった。CL-91はオクラホマシティと命名された。
- ガルベストン (USS Galveston, CLG-3)

クランプ造船所で建造された最後の艦、1945年4月22日に進水。
- ヤングズタウン (USS Youngstown, CL-94)

1945年8月に建造中止。
- ウィルミントン (USS Wilmington, CL-111)

1945年8月に建造中止。

### 駆逐艦
- ウィルクス (USS Wilkes, DD-67) ：1916年5月18日に進水。
- コナー (USS Conner, DD-72) ：1917年8月21日に進水。
- ストックトン (USS Stockton, DD-73) ：1917年7月17日に進水。
- ラスバーン (USS Rathburne, DD-113) ：1917年12月17日に進水。
- タルボット (USS Talbot, DD-114) ：1918年2月20日に進水。
- ウォーターズ (USS Waters, DD-115) ：1918年3月3日に進水。
- デント (USS Dent, DD-116) ：1918年3月23日に進水。
- ドーシー (USS Dorsey, DD-117) ：1918年4月9日に進水。
- リー (USS Lea, DD-118) ：1918年4月29日に進水。
- ターベル (USS Tarbell, DD-142) ：1918年5月28日に進水。
- ヤーネル (USS Yarnall, DD-143) ：1918年6月19日に進水。
- アップシャー (USS Upshur, DD-144) ：1918年7月4日に進水。
- グリーア (USS Greer, DD-145) ：1918年8月1日に進水。
- エリオット (USS Elliot, DD-146) ：1918年7月4日に進水。
- ローパー (USS Roper, DD-147) ：1918年8月17日に進水。
- ブレッキンリッジ (USS Breckinridge, DD-148) ：1918年8月17日に進水。
- バーニー (USS Barney, DD-149) ：1918年9月5日に進水。
- ブラークレイ (USS Blakeley, DD-150) ：1918年9月19日に進水。
- ビドル (USS Biddle, DD-151) ：1918年10月3日に進水。
- デュポン (USS Du Pont, DD-152) ：1918年10月22日に進水。
- バーナドゥ (USS Bernadou, DD-153) ：1918年11月7日に進水。
- エリス (USS Ellis, DD-154) ：1918年11月30日に進水。
- コール (USS Cole, DD-155) ：1919年1月11日に進水。
- チャンドラー (USS Chandler, DD-206) ：1919年9月5日に進水。
- サウサード (USS Southard, DD-207) ：1919年9月24日に進水。
- ブルーム (USS Broome, DD-210) ：1919年10月31日に進水。
- アルデン (USS Alden, DD-211) ：1919年11月24日に進水。
- スミス・トンプソン (USS Smith Thompson, DD-212) ：1919年8月16日に進水。
- バーカー (USS Barker, DD-213) ：1919年12月27日に進水。
- トレーシー (USS Tracy, DD-214) ：1920年3月9日に進水。
- ジョン・D・エドワーズ (USS John D. Edwards, DD-216) ：1920年4月6日に進水。
- ホイップル (USS Whipple, DD-217) ：1920年4月23日に進水。
- マクレイシュ (USS MacLeish, DD-220) ：1920年8月2日に進水。
- シンプソン (USS Simpson, DD-221) ：1920年11月3日に進水。
- バルマー (USS Bulmer, DD-222) ：1920年8月16日に進水。
- マコーミック (USS McCormick, DD-223) ：1920年8月30日に進水。
- ジョン・D・フォード (USS John D. Ford, DD-228) ：1920年12月30日に進水。
- トラクスタン (USS Truxtun, DD-229) ：1921年2月16日に進水。

### 潜水艦
- G-4  (USS G-4 , SS-26) ：1912年8月15日に進水。
- デビルフィッシュ (USS Devilfish, DD-292) ：1943年5月30日に進水。
- ドラゴネット (USS Dragonet, DD-293) ：1943年4月18日に進水。
- エスカラー (USS Escolar, DD-294) ：1943年4月18日に進水。
- ハックルバック (USS Hackleback, DD-295) ：1943年5月30日に進水。
- ランセットフィッシュ (USS Lancetfish, DD-296) ：1943年8月15日に進水。
- リング (USS Ling, DD-297) ：1943年8月15日に進水。
- ライオンフィッシュ (USS Lionfish, DD-298) ：1943年11月7日に進水。
- マンタ (USS Manta, DD-299) ：1943年11月7日に進水。
- モレイ (USS Moray, DD-300) ：1944年5月14日に進水。
- ロンカドー (USS Roncador, DD-301) ：1944年5月14日に進水。
- サバーロ (USS Sabalo, DD-302) ：1944年6月4日に進水。
- セーブルフィッシュ (USS Sablefish, DD-303) ：1944年6月4日に進水。
- トランペットフィッシュ (USS Trumpetfish, DD-425) ：1945年5月13日に進水。
- タスク (USS Tusk, DD-426) ：1945年7月8日に進水。
- ターボット (USS Turbot, DD-427) ：1946年4月12日に進水。以後未完成。
- ウルア (USS Ulua, DD-428) ：1946年4月23日に進水。以後未完成。
- ユニコーン (USS Unicorn, DD-429) ：1944年7月29日に工事中止。
- ヴェンダース (USS Vendace, DD-430) ：1944年7月29日に工事中止。
- ウォルラス (USS Walrus, DD-431) ：1944年7月29日に工事中止。
- ホワイトフィッシュ (USS Whitefish, DD-432) ：1944年7月29日に工事中止。
- ホィッティング (USS Whiting, DD-433) ：1944年7月29日に工事中止。
- ウルフフィッシュ (USS Wolffish, DD-434) ：1944年7月29日に工事中止。